# Markus Gabriel
Markus Gabriel (6 de abril de 1980, Remagen) es un filósofo alemán y catedrático de la Universidad de Bonn apenas cumplidos los 28 años. Se especializó en metafísica, epistemología y filosofía postkantiana. Mundialmente reconocido recibió numerosos premios en universidades de distintos países donde, además, suele ser profesor invitado.
Gabriel es autor del libro que fue superventas en Alemania Warum es die Welt nicht gibt (Por qué el mundo no existe). Junto al filósofo italiano Maurizio Ferraris, padre de la nueva corriente filosófica denominada nuevo realismo, encabeza en Alemania este movimiento.
En su obra Yo no soy mi cerebro. Filosofía de la mente para el siglo XXI (2016) realiza una crítica contra el neurocentrismo actual.

## Preparación académica
Estudió filosofía griega y filosofía antigua en Bonn y Heidelberg. Logró su habilitación a los 28 años de edad, un título más difícil que el doctorado. 
Después de completar sus estudios, ocupó una posición de profesor asistente en la New School for Social Research de Nueva York. Posteriormente, al llegar a la Universidad de Bonn, ocupó la cátedra de epistemología, filosofía moderna y contemporánea, convirtiéndose en el catedrático de universidad más joven de Alemania.  Es director del Centro Internacional de Filosofía de Alemania.
Gabriel también ha sido profesor visitante en la Universidad de California en Berkeley.  Habla nueve idiomas: inglés, alemán, italiano, portugués, español, francés, chino, griego antiguo, latín y hebreo bíblico.

## Filosofía

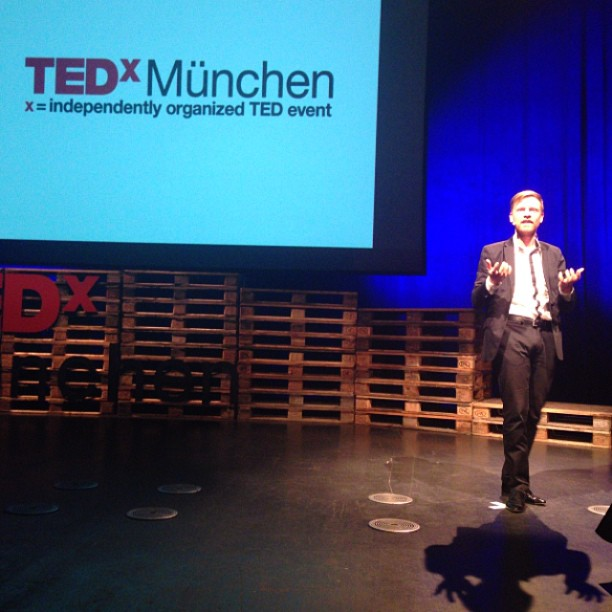
Markus Gabriel en 2013.

Es creador de una nueva corriente filosófica llamada nuevo realismo alemán, en oposición al antiguo realismo, al materialismo y al postmodernismo, último al que califica de ser una variante del constructivismo.

### Nuevo Realismo
Su filosofía es hiperrealista debido a que considera reales no solo a los objetos materiales sino también a los objetos ideales o no materiales (ideas abstractas, pensamientos, personajes ficticios) y a los hechos, por ello su oposición al materialismo y al constructivismo. Incluso a la nada, al contar solo con el hecho de no contener objeto alguno, la considera una realidad.

### Ámbitos o provincias ontológicas
También su postura filosófica es pluralista ya que divide la realidad en múltiples realidades independientes o mundos a las que llama dominios, ámbitos o provincias ontológicas. Esas provincias ontológicas o ámbitos, a las que considera independientes, pueden estar conformadas de objetos materiales, como el universo, o de ideas o hechos en contextos definidos (ámbitos), como los pensamientos o los personajes en un cuento.

### El Mundo
Para Markus, el mundo es el ámbito donde se dan todos los ámbitos, del cual el universo es solo un ámbito más entre todos los demás, es decir, el universo solo es el ámbito de los objetos materiales y no debe confundirse con la definición de mundo. La existencia se da según como cada objeto vaya apareciendo en cada campo de sentido, es decir, un objeto abstracto como una bruja existe en un cuento pero no en el dominio del universo de los objetos materiales. Según este razonamiento el mundo como un todo que agrupe todos los campos de sentido no se da en ningún campo de sentido en sí, por ello Markus proclama que «el mundo no existe».

## Críticas

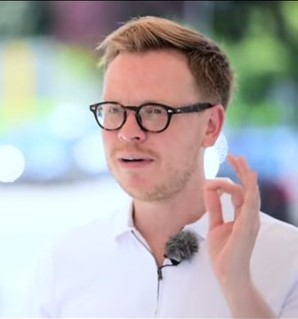
Markus Gabriel en 2016.

El filósofo rumano Gabriel Vacariu ha acusado a Markus Gabriel de plagio de sus ideas sobre sus hipótesis de que existen «mundos epistemológicamente diferentes» en lugar de un solo mundo. No obstante, en una respuesta por parte de la Universidad de Bonn se apunta que la más crítica divergencia entre ambas teorías filosóficas es el hecho de que los «campos de sentido» de Markus Gabriel no son «epistemológicamente diferentes».

## Obra

### Monografías
- Markus Gabriel: Der Mensch im Mythos: Untersuchungen über Ontotheologie, Anthropologie und Selbstbewußtseinsgeschichte in Schellings "Philosophie der Mythologie". En: Quellen und Studien zur Philosophie. Band 71. Walter de Gruyter, Berlin/New York City 2006, ISBN 978-3-11-019036-6 (513 S.).
- Markus Gabriel: Antike und moderne Skepsis zur Einführung. Junius, Hamburg 2008, ISBN 978-3-88506-649-1 (183 S.).
- Markus Gabriel, Slavoj Žižek: Mythology, Madness, and Laughter: Subjectivity in German Idealism. Continuum, New York/London 2009, ISBN 978-1-4411-9105-2 (202 S.).
- Markus Gabriel: Warum es die Welt nicht gibt. 1. Auflage. Ullstein Buchverlage GmbH, Berlin 2013, ISBN 978-3-548-37568-7 (270 S.).
- Markus Gabriel: An den Grenzen der Erkenntnistheorie. Die notwendige Endlichkeit des objektiven Wissens als Lektion des Skeptizismus. En: Quellen und Studien zur Philosophie. Band 71. Verlag Karl Alber, Freiburg i.Br./München 2014, ISBN 978-3-495-48658-0, urn:nbn:de:101:1-201608201465 (454 S.).
- Markus Gabriel: Ich ist nicht Gehirn: Philosophie des Geistes für das 21. Jahrhundert. 1. Auflage. Ullstein Buchverlage GmbH, Berlin 2015, ISBN 978-3-548-37680-6 (349 S.).
- Markus Gabriel: Sinn und Existenz - Eine realistische Ontologie. 1. Auflage. Suhrkamp Verlag, Berlin 2016, ISBN 978-3-518-29716-2 (507 S.).
- Markus Gabriel: Neutraler Realismus. En: Thomas Buchheim (Hrsg.): Jahrbuch-Kontroversen 2. Verlag Karl Alber, 2017.
- Markus Gabriel: Eine Diskussion mit Markus Gabriel. Phänomenologische Positionen zum Neuen Realismus. Hrsg.: Peter Gaitsch, Sandra Lehmann, Philipp Schmidt. 1. Auflage. Turia + Kant, Wien/Berlin 2017, ISBN 978-3-85132-858-5 (260 S.).
- Markus Gabriel: Der Geist untersteht nicht den Naturgesetzen, sondern seinen eigenen Gesetzen. En: Matthias Eckoldt (Hrsg.): Kann sich das Bewusstsein bewusst sein? Carl-Auer Verlag GmbH, Heidelberg 2017, ISBN 978-3-8497-0202-1 (247 S.).
- Markus Gabriel, Malte Dominik Krüger: Was ist Wirklichkeit? Neuer Realismus und Hermeneutische Theologie. Mohr Siebeck, Tübingen 2018, ISBN 978-3-16-156598-4, urn:nbn:de:101:1-2018101713575527724178 (124 S.).
- Markus Gabriel, Csaba Olay: Welt und Unendlichkeit. Ein deutsch-ungarischer Dialog in memoriam László Tengelyi. Hrsg.: Sebastian Ostritsch. 1. Auflage. Verlag Karl Alber, Freiburg 2018, ISBN 978-3-495-48853-9 (2014 S.).
- Markus Gabriel: Der Sinn des Denkens. 1. Auflage. Ullstein Buchverlage GmbH, Berlin 2018, ISBN 978-3-550-08193-4 (366 S.).
- Markus Gabriel, Matthias Eckoldt: Die ewige Wahrheit und der Neue Realismus : Gespräche über (fast) alles, was der Fall ist. 1. Auflage. Carl-Auer Verlag GmbH, Heidelberg 2019, ISBN 978-3-8497-0312-7 (262 S.).
- Markus Gabriel: The Power of Art. 2020.
- Markus Gabriel: Neo-Existentialismus. 1. Auflage. Verlag Karl Alber, Freiburg/München 2020, ISBN 978-3-495-49047-1 (171 S.).
- Markus Gabriel: Fiktionen. 1. Auflage. Suhrkamp Verlag, Berlin 2020, ISBN 978-3-518-58748-5 (636 S.).
- Markus Gabriel: Moralischer Fortschritt in dunklen Zeiten : universale Werte für das 21. Jahrhundert. 1. Auflage. Ullstein Buchverlage GmbH, Berlin 2020, ISBN 978-3-550-08194-1 (368 S.).
- Markus Gabriel: Redliches Denken : Grundlagen der Ethik aus philosophischer Sicht : ein Essay. 1. Auflage. West-Östliche Weisheit Willigis Jäger Stiftung, Würzburg 2020, ISBN 978-3-9819150-5-1 (44 S.).
- Markus Gabriel, Gert Scobel: Zwischen Gut und Böse: Philosophie der radikalen Mitte. 1. Auflage. Edition Körber, Hamburg 2021, ISBN 978-3-89684-287-9 (320 S.).
- Markus Gabriel: Die Macht der Kunst. 1. Auflage. Merve, Leipzig 2021, ISBN 978-3-88396-341-9 (104 S., título original: Le pouvoir de l’art. Übersetzt von Max Seeth).
- Markus Gabriel, Graham Priest: Everything and Nothing. 1. Auflage. Polity Press, Cambridge 2022, ISBN 978-1-5095-3746-4 (207 S.).
- Markus Gabriel: Der Mensch als Tier: Warum wir trotzdem nicht in die Natur passen. 1. Auflage. Ullstein Buchverlage GmbH, Berlin 2022, ISBN 978-3-550-20117-2 (350 S.).
- Markus Gabriel: Liebe Kinder oder Zukunft als Quelle der Verantwortung. Kjona, München 2023, ISBN 978-3-910372-08-5 (90 S.).
- Markus Gabriel: Gutes tun - Wie der ethische Kapitalismus die Demokratie retten kann. Ullstein, Berlin 2024, ISBN 978-3-550-20311-4 (240 S.).

## Libros de divulgación científica
- Warum es die Welt nicht gibt, Ullstein Buchverlage GmbH, 2013, ISBN 978-3-548-37568-7
- Ich ist nicht Gehirn: Philosophie des Geistes für das 21. Jahrhundert, Ullstein, 2015, ISBN 978-3-548-37680-6.
- Markus Gabriel, Christoph Horn, Anna Katsman, Wilhelm Krull, Anna Luisa Lippold, Corine Pelluchon und Ingo Venzke. Auf dem Weg zu einer Neuen Aufklärung: Ein Plädoyer für zukunftsorientierte Geisteswissenschaften, The New Institute. Interventions, Hamburg 2022, ISBN 978-3-8376-6635-9
- Sätze über Sätze. ABC des wachen Denkens. Kuratiert, redigiert und ediert von René Scheu. Kein & Aber, Zürich 2023, ISBN 978-3-0369-5021-1.

### Ediciones (editor, coeditor o colaborador)
- Jens Halfwassen, Markus Gabriel, Stephan Zimmermann (Hrsg.): Philosophie und Religion. Winter, Heidelberg 2011, ISBN 978-3-8253-5863-1 (329 S., Konferenzschrift, 2008).
- Markus Gabriel (Hrsg.): Skeptizismus und Metaphysik. Akad.-Verl., Berlin 2011, ISBN 978-3-05-005171-0 (356 S.).
- Markus Gabriel, Stefan Heyne (Illustrator): Stefan Heyne - Naked light: die Belichtung des Unendlichen. Hrsg.: Gisbert Porstmann. Hatje Cantz, Ostfildern 2014, ISBN 978-3-7757-3841-5 (128 S., anlässlich der Ausstellung Stefan Heyne - Naked Ligth. Die Belichtung des Unendlichen, Städtische Galerie Dresden - Kunstsammlung, 14. Juni bis 14. September 2014).
- Markus Gabriel (Hrsg.): Der Neue Realismus. Suhrkamp, Berlin 2014, ISBN 978-3-518-29699-8 (422 S., Konferenzschrift, 2013).
- Erwin Wurm, Björn Egging, Markus Gabriel: Erwin Wurm - Fichte. Hrsg.: Ralf Beil. Kunstmuseum Wolfsburg, Baden-Baden 2015, ISBN 978-3-945364-04-8 (109 S.).
- Markus Gabriel, Wolfram Hogrebe, Andreas Speer (Hrsg.): Das neue Bedürfnis nach Metaphysik = The new desire for metaphysics. Walter de Gruyter, Berlin/Boston 2015, ISBN 978-3-11-044129-1 (292 S.).
- Philip Freytag: Die Rahmung des Hintergrunds : eine Untersuchung über die Voraussetzungen von Sprachtheorien am Leitfaden der Debatten Derrida - Searle und Derrida - Habermas. Hrsg.: Markus Gabriel. Vittorio Klostermann, Frankfurt am Main 2019, ISBN 978-3-465-04358-4 (542 S.).
- Markus Gabriel, Jan Voosholz (Hrsg.): Top-Down Causation and Emergence. Springer Nature Switzerland AG, Cham 2021, ISBN 978-3-03071898-5 (424 S.).

## Edición en español
- El ser humano como animal. Por qué no encajamos del todo en la naturaleza. Ediciones de Pasado & Presente. 2023. ISBN 9788412595413.
- La realidad en crisis. Vaso Roto Ediciones. 2021. ISBN 978-84-124085-8-4.
- Ética para tiempos oscuros. Valores universales para el siglo XXI. Ediciones de Pasado & Presente. 2021. ISBN 978-84-122888-0-3.
- En torno a la inteligencia artificial [Conferencias]. Prólogo: Hernán Borisonik. Fundación Medifé Edita. 2020. ISBN 978-987-47641-0-2.
- El poder del arte. Mundana Ediciones. 2020. ISBN 978-956-09-3830-5.
- Neoexistencialismo. Concebir la mente humana tras el fracaso del naturalismo. Ediciones de Pasado & Presente. 2020. ISBN 978-84-949706-9-6.
- El sentido del pensamiento. Ediciones de Pasado & Presente. 2019. ISBN 978-84-949706-1-0.
- Sentido y existencia. Una ontología realista. Herder. 2017. ISBN 9788425438448.
- Gabriel, Markus (09/2016). «Por un realismo no naturalista: Argumenta Philosophica Vol. 1 Art.3». Argumenta Philosophica 2016 - Vol. 1. ISBN 9788425438868.
- Yo no soy mi cerebro. Filosofía de la mente para el siglo XXI. Ediciones de Pasado & Presente. 2016. ISBN 9788494495076.
- Por qué no existe el mundo. Editorial Océano de México. 2016. ISBN 978-607-735-699-8.
- Por qué el mundo no existe (5ª edición). Ediciones de Pasado & Presente. 2015. ISBN 9788494339271.